# 千島群島登陸行動
入侵千島群島，又稱千島群島登陸行動（俄语：Курильская десантная операция），是蘇聯作為蘇日戰爭之一部分、旨在1945年從日本手中佔領千島群島的軍事行動，但是在北海道登陸的計劃被放棄。
這次行動在1945年8月18日和9月1日間，由遠東第2方面軍中第16軍團切里米索夫中將轄下的第87狙擊軍實施，包括堪察加防區、來自彼得羅巴甫洛夫斯克軍事基地的艦隻和運輸船的部隊，並獲得第128空降師的支援。   
蘇聯紅軍在滿洲和南库页島成功的軍事行動創造入侵千島群島必要的先決條件，該島由日軍第91師團（舍子古丹島、幌筵島、占守島和溫祢古丹島）、第42師團（新知島）、第41獨立聯隊（松輪島）、第129獨立混成旅團（得撫島）和第89師團（擇捉島和國後島）。日軍指揮官為堤不夾貴中將。
初步偵察工作是由兩個第589和第590佈雷艦隊運載第113步槍旅的小艦隊在8月18日出發，在擇捉島登陸。同一天，第87狙擊軍的部隊在魚雷艇、佈雷艦和運輸艦運載到國後島、色丹島和5個較小的島嶼登陸。擇捉島的登陸由第355狙擊師負責，該師也登陸在較小的得撫島。
1945年8月23日，在島上20,000名日本守军投降，是日本投降行動之一部分。
在1945年8月22日至9月1日間，蘇軍未遇抵抗下佔領了千島群島的所有島嶼。日本政府至今仍然认为南千岛群岛（日本称北方四岛）是日本领土，不承认俄罗斯对其占领的合法性。